# 朴南哲 (1985年生のサッカー選手)
朴 南哲（パク・ナムチョル、박남철、1985年7月2日 - ）は、朝鮮民主主義人民共和国・平壌直轄市出身の元サッカー選手。ポジションはミッドフィールダー、ディフェンダー。

## 来歴
2004年に北朝鮮代表として初出場。2010 FIFAワールドカップ・アジア予選では15試合に出場し、3得点をあげて予選通過に貢献した。2010 FIFAワールドカップのブラジル戦でワールドカップ初出場。グループリーグ3試合すべてに先発出場した。
2011年11月15日、金日成競技場で行われた2014 FIFAワールドカップ・アジア予選3次予選の日本戦で決勝点となるゴールを決め、22年ぶりの平壌市内での日本戦を勝利へと導いた。

## 代表歴

### 出場大会
- 北朝鮮代表
  - 2010 FIFAワールドカップ

### 試合数
- 国際Aマッチ 72試合 15得点（2004年-2012年）[2]

| 北朝鮮代表 | 国際Aマッチ | 国際Aマッチ |
| 年         | 出場        | 得点        |
| ---------- | ----------- | ----------- |
| 2004       | 3           | 0           |
| 2005       | 4           | 1           |
| 2006       | 0           | 0           |
| 2007       | 2           | 1           |
| 2008       | 12          | 0           |
| 2009       | 11          | 2           |
| 2010       | 16          | 1           |
| 2011       | 13          | 3           |
| 2012       | 11          | 7           |
| 通算       | 72          | 15          |